# Hoofdplaat

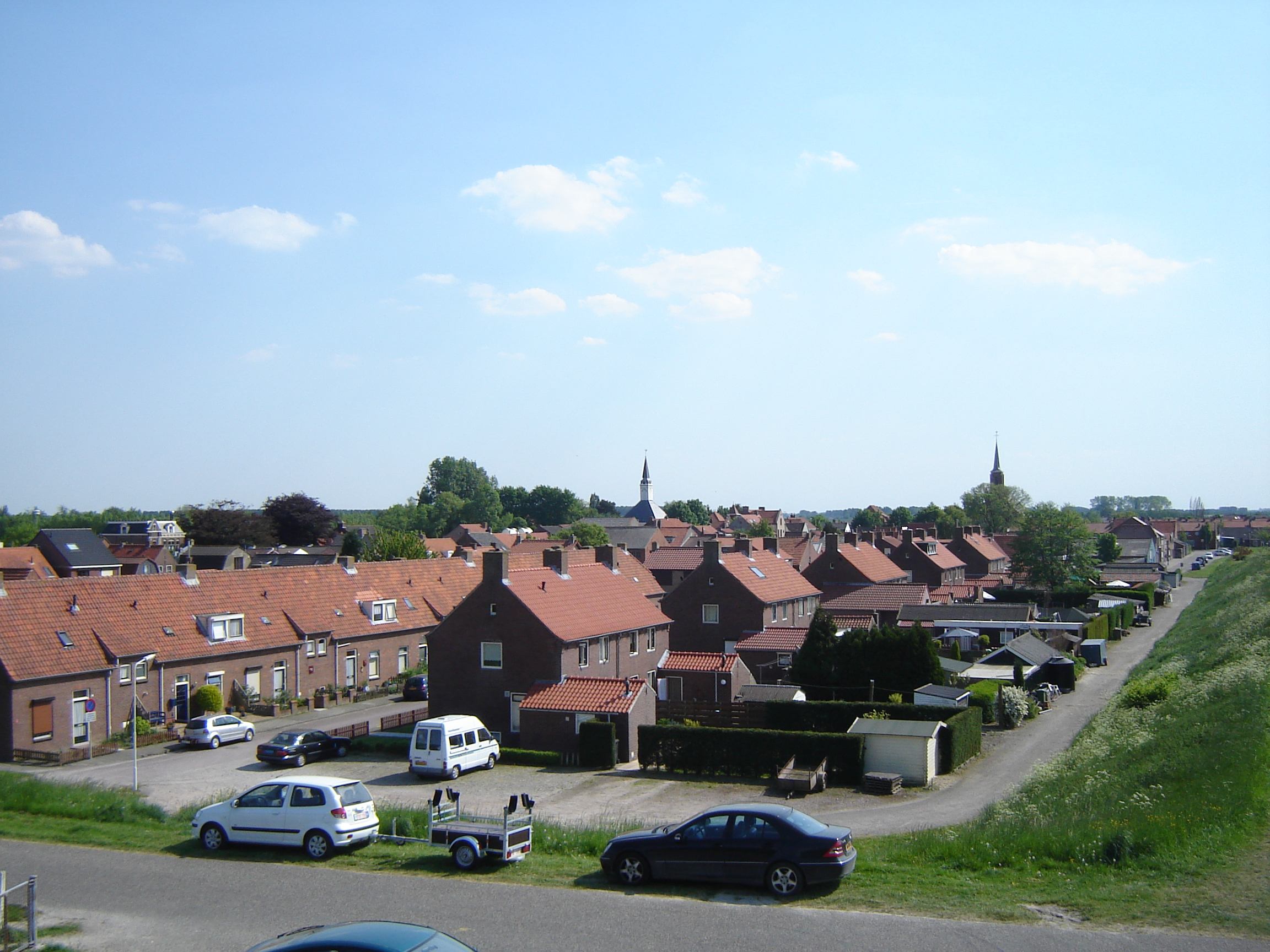
Zicht op Hoofdplaat

Hoofdplaat (Zeeuws d'Oôfplaote) is een klein dorp in de gemeente Sluis, in de Nederlandse provincie Zeeland. Het zich in de regio Zeeuws-Vlaanderen bevindende dorp ligt aan de Westerschelde en heeft 755 inwoners (2023). Dit is samen met de nabijgelegen buurtschappen Nummer Eén, Slijkplaat en Hoogeweg. Hoofdplaat-dorp heeft 540 inwoners.

## Geschiedenis
Rond het jaar 1000 stond het huidige gebied rond Hoofdplaat al bekend als Gaternesse. De kerk van Gaternesse stond waar men vandaag de Rooden Hoek vindt. Na vele overstromingen stond in 1408 het hele gebied weer onder water. De ruïnes van de kerk waren echter tot en met 1664 nog te zien tussen de overgebleven schorren en slikken.
In 1700 waren de schorren zodanig aan elkaar gegroeid dat Andries Kaen uit Sluis de Staten van Zeeland verzocht om de buitendijkse gebieden in te dijken. Dit verzoek had als gevolg dat o.a. de magistraat van Biervliet, de erven van Jacob Cats, de Baljuw van Breskens, Het vrije van Sluis en de Staten van Zeeland zich het gebied toe-eigenden. Na vele jaren geruzie gaven de Staten van Zeeland in 1774 een Pro Memoria uit, waarin alle problemen rondom het gebied werden uiteengezet. Het geheel escaleerde zo erg dat Den Haag en Middelburg meezochten naar een oplossing. Hierop volgende werd op 31 augustus 1775 een "Conventie en Schickinghe" gehouden waarin de westelijke 40% naar de Raad van State ging en de rest viel onder het bestuur van de Staten van Zeeland. Op 12 november 1777 begonnen de werkzaamheden.
De Hoofdplaatpolder werd in 1778 drooggelegd. In totaal werkten er ongeveer 2.500 arbeiders aan het inpolderen ervan. Het was een diverse groep, velen werkten normaliter in de landbouw, maar er waren ook beroeps-dijkwerkers. Het grootste gedeelte van de arbeiders kwam uit de omgeving van Maldegem. Het indijken was gereed voor de herfststormen van 1778.
De Staten van Zeeland verkopen hun gronden op 24 maart, volgens plannen wordt er hier een dorp gebouwd: Hoofdplaat. In 1781 volgen de Generale Staten en in dit deel verrijst Slijkplaat.
Van 1918 tot 1949 was Hoofdplaat bereikbaar per tram van de Zeeuwsch-Vlaamsche Tramweg-Maatschappij (ZVTM). Op 5 april 1918 werd de tramlijn Hoofdplaat - Pyramide via Biervliet geopend. Op 24 oktober 1928 kwam er ook een lijn naar het westen, de tramlijn Hoofdplaat - Breskens. Het reizigersverkeer op de lijn Breskens – Pyramide werd als laatste in Zeeuws-Vlaanderen gestaakt op 16 maart 1949, waarna autobussen de dienst overnamen. Ook het goederenverkeer eindigde dat jaar, waarna de sporen werden opgebroken.

## Bezienswaardigheden
- De Hervormde Kerk werd gebouwd tussen 1783 en 1785, naar ontwerp van de Zeeuwse landsarchitect Coenraad Kayser. Het opvallende vierkante kerkje, met een door obeliskvormige spits bekroond torentje op het dak, is een van de oudste gebouwen in het dorp en werd in 1974 als rijksmonument ingeschreven. Door het beperkt aantal protestanten en de ontkerkelijking raakte het kerkje uiteindelijk in onbruik.[2]
- De rooms-katholieke neogotische Sint-Eligiuskerk dateert uit 1860-1861. De hervormde kerk was vooral gebouwd met geld uit Middelburg voor rijke boeren die zich in de polder van Hoofdplaat gingen vestigen. De eerste dorpsinwoners waren echter katholieke Vlaamse arbeiders die al gauw een verzoek indienden voor een katholiek kerkje, wat echter werd afgewezen. Pas na de verovering van Zeeuws-Vlaanderen door de Fransen mocht een kerk gebouwd worden. Een eerste kerk werd in 1795 gebouwd, en in 1860-1861 vervangen door de huidige kerk.
- Molen De Hoop is een molenromp aan de Zuidlangeweg.
- Sculptuur van Omer Gielliet ter herinnering aan de 780 Salzburgse emigranten die aan de Prins Willempolder in 1733 geland zijn. Op 9 maart 1733, aan de Doddenhoekdijk (voortgezette Oranjedijk, 45 jaar voor het droogkomen van de Hoofdplaatpolder, op hoogte van de vroegere uitwateringssluis van de Prinswillempolder, tussen huidig Nummer Een - dat nog niet bestond - en Sasput), landden ongeveer 780 Salzburger immigranten uit Dürnberg “die vanwege hun Lutherse geloof huis en haard moesten verlaten” (tekst naast de sculptuur, zie foto onderaan). Op 10 maart 1973 werd daar een beelhouwwerk geplaatst dat verloren is gegaan en is in 1996 vervangen door een sculptuur ontworpen door Omer Gielliet, pastoor te Breskens. Het Zeeuws Archief geeft een precies historisch verslag van deze 18de-eeuwse vluchtelingencrisis.[3] In zijn boek (zie 'Literatuur') beschrijft Peter de Lijser de moeilijke levenscondities van deze vluchtelingen.[4] Het Zeeuws Archief vermeldt een aantal steeds in Zeeuws-Vlaanderen aanwezige familienamen zoals Auer, Eggel, Ehrlich, Ekkebus, Fagginger, Keijmel, Neugebauer, Scheybeler en Wemelsfelder.

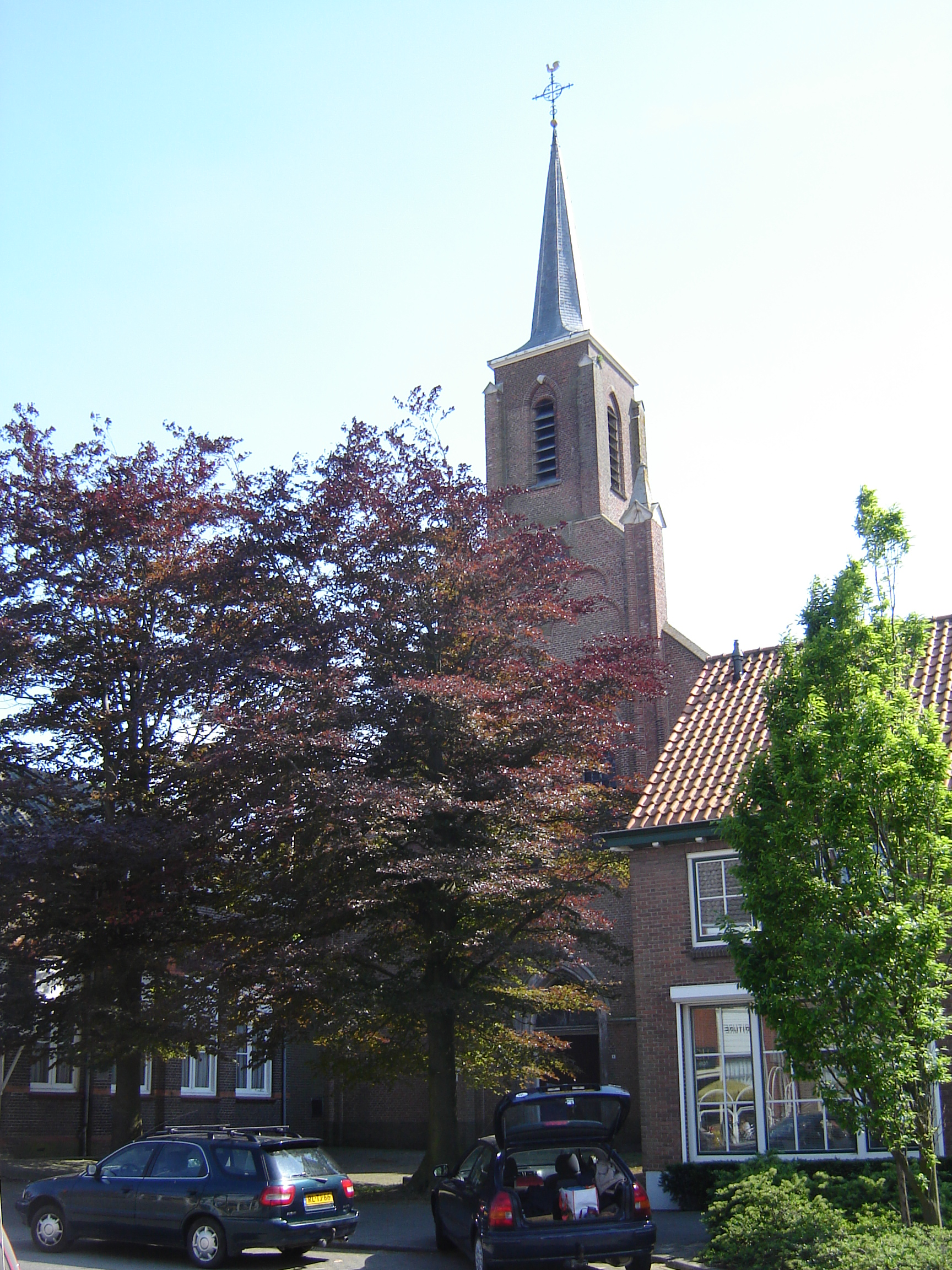
Katholieke Sint-Eligiuskerk
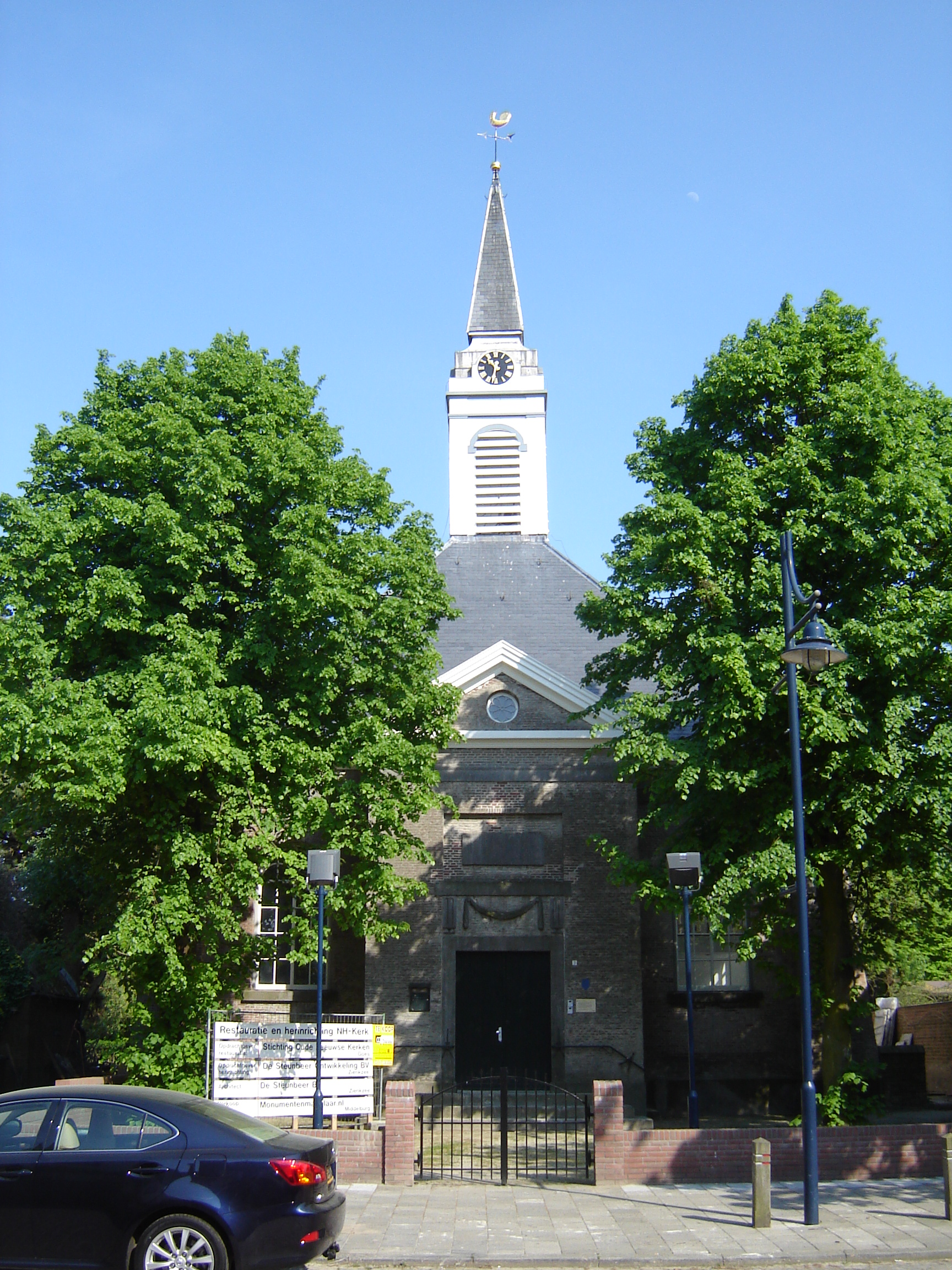
Nederlands Hervormde kerk
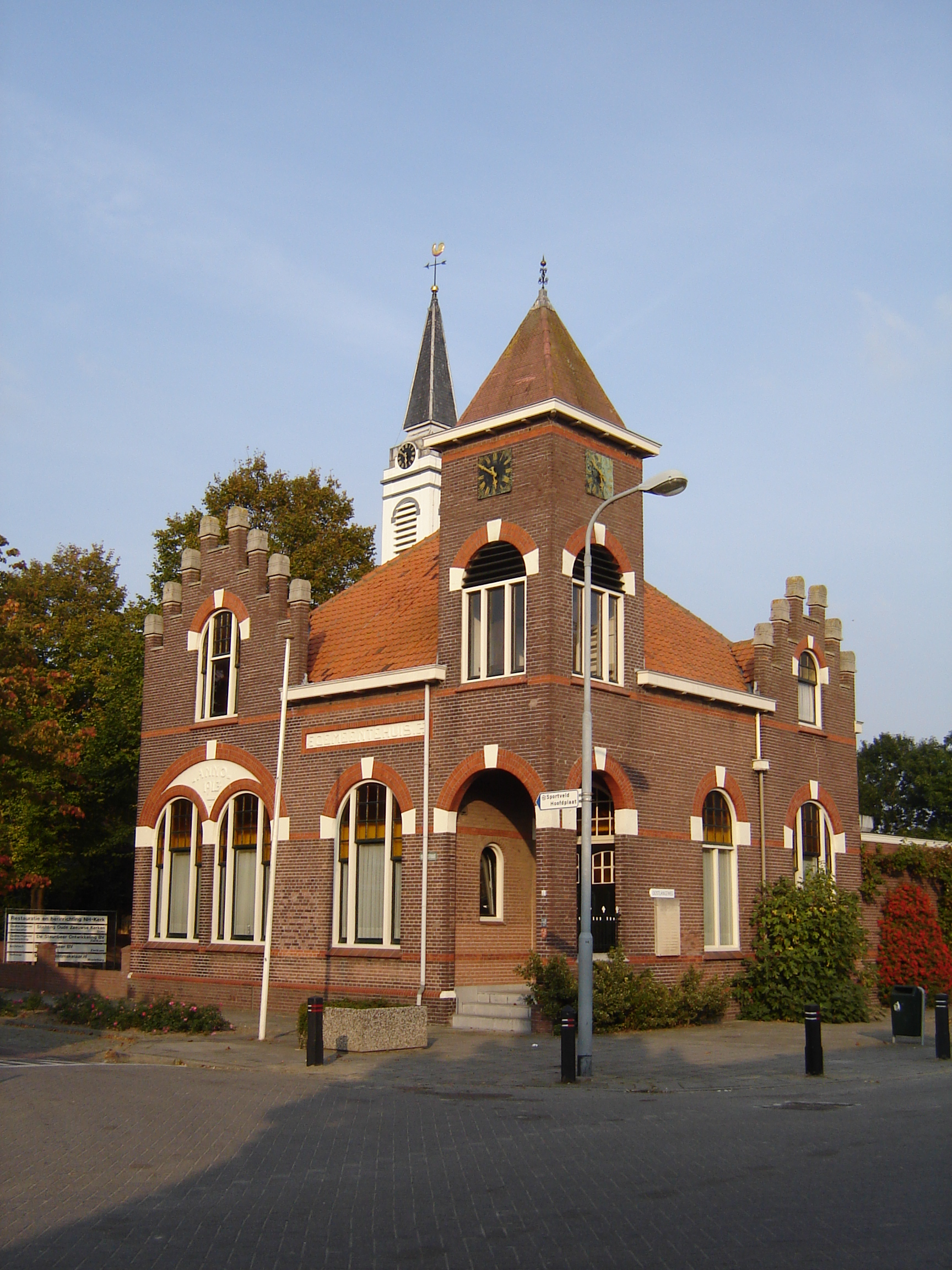
Gemeentehuis
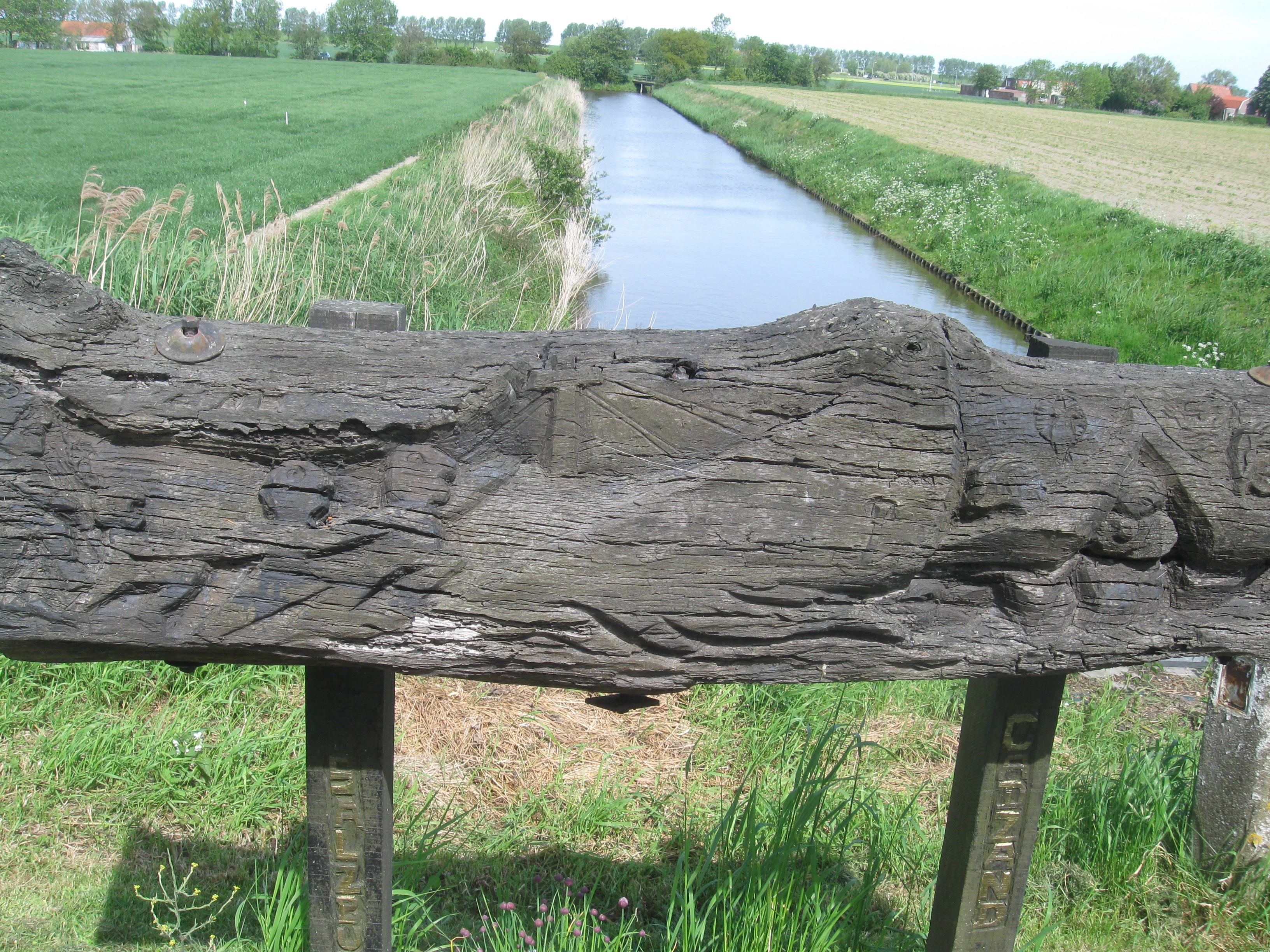
Sculptuur van Omer GILLIET ter herinnering aan de 780 Salzburgse Lutherse immigranten die aan de Doddenhoekdijk in 1733 geland zijn.
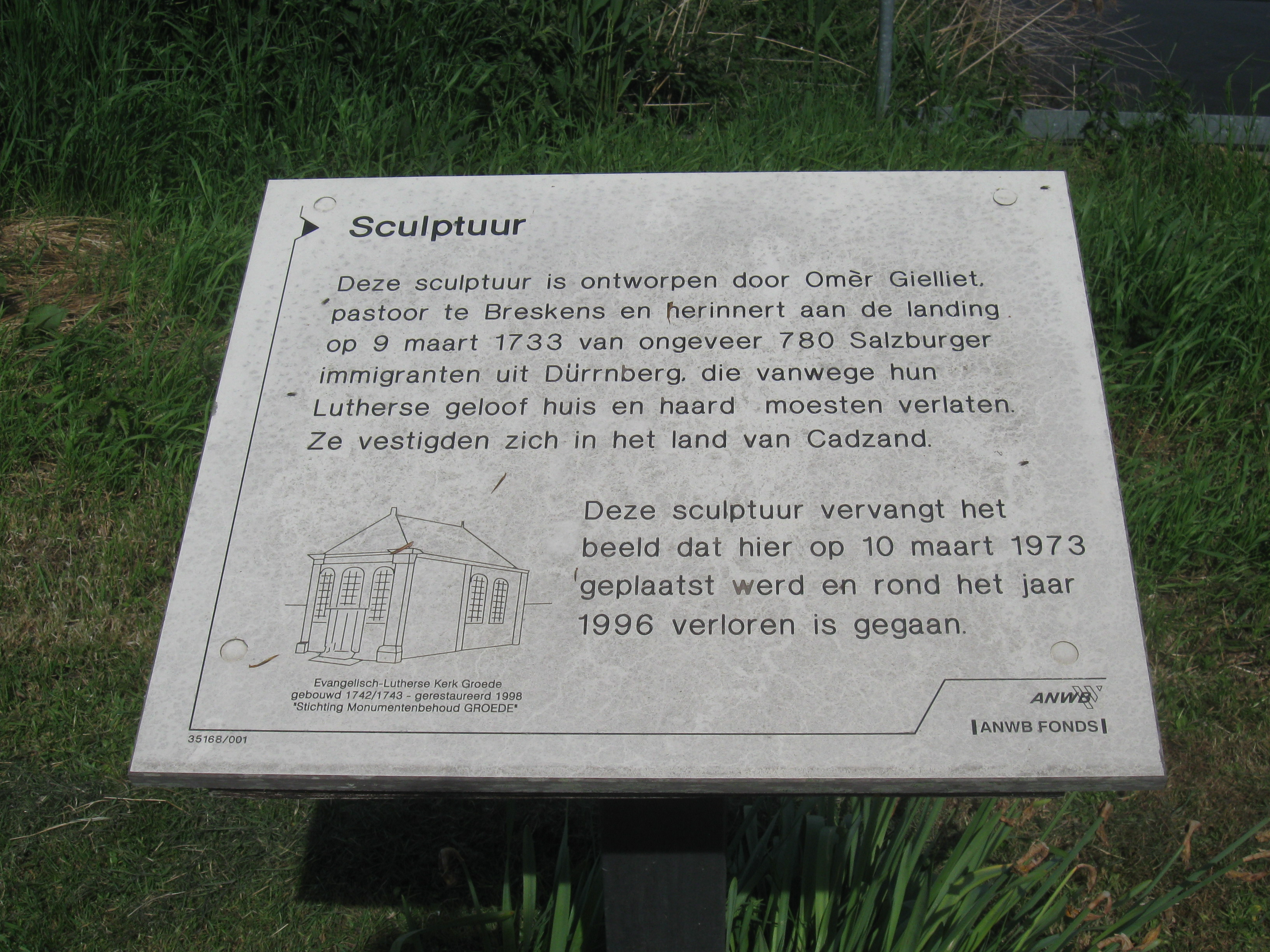
Info bord aan de Doddenhoekdijk Hoofdplaat, naast het werk van O. Gilliet.

## Natuur en landschap

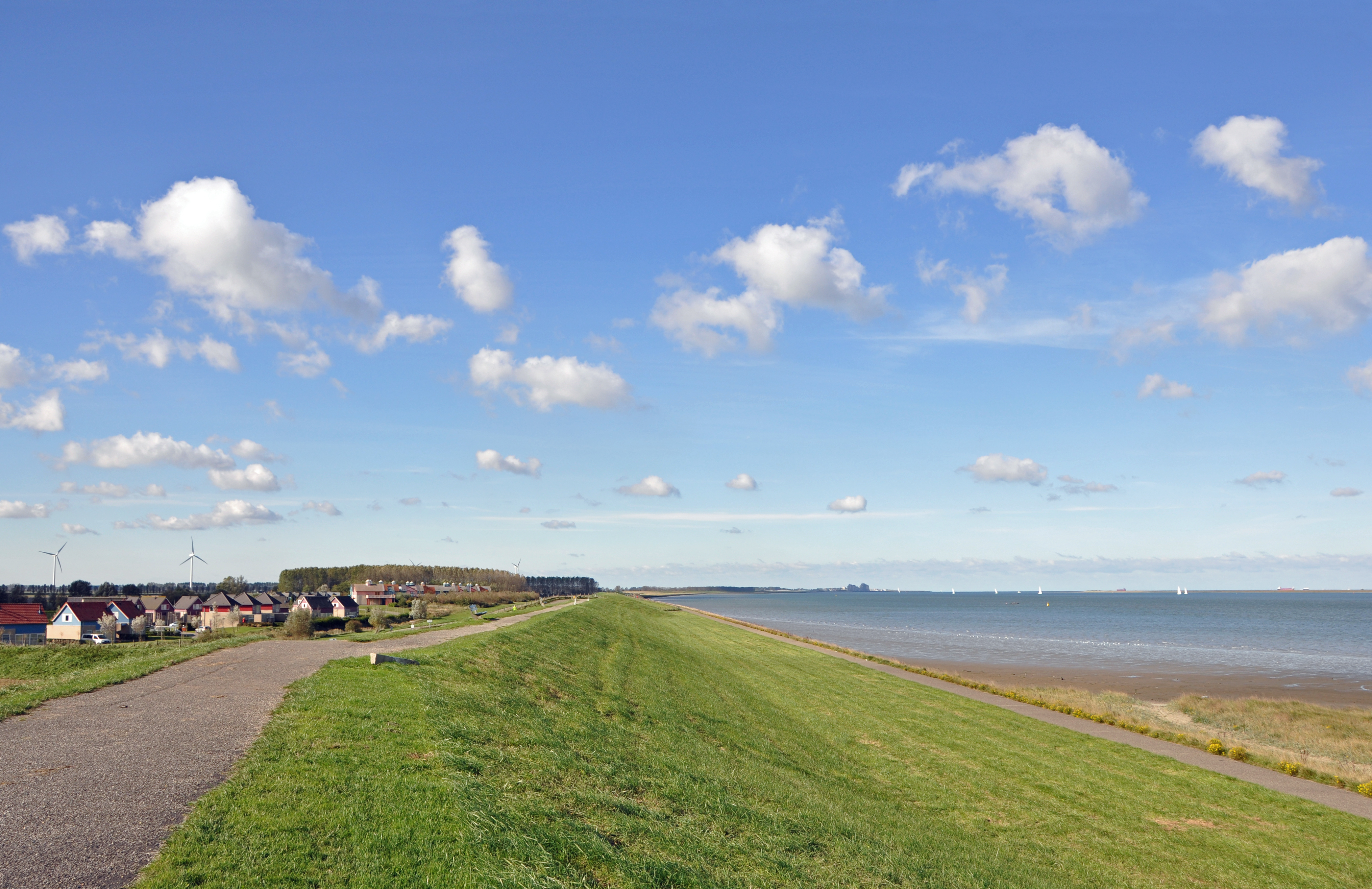
Scheldedijk en Westerschelde

Hoofdplaat ligt in het zeekleipoldergebied op een hoogte van ongeveer 1,5 meter. Het dorp ligt aan de Westerschelde. Van een strand is echter geen sprake, aangezien hier schorren en slikken aanwezig zijn. Vanwege het gevaar van dijkval door vlak voor de kust lopende diepe geulen (zoals het Vaarwater langs Hoofdplaat), zijn er hier en daar inlaagdijken gemaakt. De Inlaag Hoofdplaat is een natuurgebied ten westen van Hoofdplaat, dat in een dergelijke inlaag werd aangelegd. Bij Hoofdplaat liggen ook enkele kreken, zoals de Plaskreek en de Kromme Watergang.

## Nabijgelegen kernen
Biervliet, IJzendijke, Terneuzen, Breskens

## Geboren in Hoofdplaat
- Roelof Nelissen (1931-2019), politicus, bankier en bestuurder